# Ordem toscana

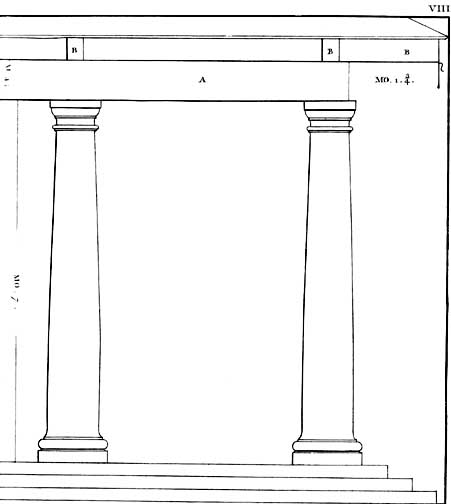
Colunas da Ordem Toscana no Quattro Libri di Architettura, de Andrea Palladio, 1570.

A ordem toscana (em latim Ordo Tuscanicus ou Ordo Tuscanus, com o significado de ordem etrusca) é uma das duas ordens clássicas desenvolvidas pelos romanos, sendo a outra a ordem composta. É influenciado pela ordem dórica, mas com colunas não caneladas e um entablamento mais simples, sem triglifos ou gutas. Embora colunas relativamente simples com capitéis redondos tivessem sido parte da arquitetura vernacular da Itália e de grande parte da Europa desde pelo menos a arquitetura etrusca, os romanos não consideravam este estilo como uma ordem arquitetônica distinta (por exemplo, o arquiteto romano Vitrúvio não o incluiu ao lado de suas descrições do grego dórico, jônico e ordens coríntias). Sua classificação como uma ordem formal separada é mencionada pela primeira vez nas Etimologias de Isidoro de Sevilha e refinada durante o Renascimento italiano.
Sebastiano Serlio descreveu cinco ordens, incluindo uma "ordem toscana", "a mais sólida e menos ornamentada", em seu quarto livro de Regole generali di architettura sopra le cinque maniere de gli edifici (1537). Embora Frei Giocondo tivesse tentado uma primeira ilustração de uma capital toscana em sua edição impressa de Vitrúvio (1511), ele mostrou a capital com um enriquecimento de ovos e dardos que pertencia ao jônico. A ordem toscana "mais rústica" de Serlio foi mais tarde cuidadosamente delineada por Andrea Palladio.

Em sua simplicidade, a ordem toscana é vista como semelhante à ordem dórica e, no entanto, em suas proporções gerais, intercolunação e entablamento mais simples, segue as proporções do jônico. Essa ordem forte foi considerada mais apropriada na arquitetura militar e em docas e armazéns quando eram dignificadas pelo tratamento arquitetônico. Serlio achou-o "adequado para lugares fortificados, como portões de cidades, fortalezas, castelos, tesouros, ou onde a artilharia e munição são mantidas, prisões, portos marítimos e outras estruturas semelhantes usadas na guerra".